# Предраг Вејин
Предраг Вејин (Апатин, 17. децембар 1992) српски је рукометаш који наступа за РК Нексе и рукометну репрезентацију Србије.